# L'amour de ma vie
"L'amour de ma vie" (tradução portuguesa: "O amor da minha vida") foi a canção que representou o Luxemburgo no   Festival Eurovisão da Canção 1986, interpretada em francês por Sherisse Laurence. 
A canção tinha letra de Frank Dostal, Alain Garcia, música e orquestração de Rolf Soja.
A canção é uma balada, na qual Laurence descreve o desejo dela de encontrar o amor da vida dela e que espécie de personalidade deveria ela ter. Os versos são memoráveis pela repetição da frase francesa "sans raison" ("sem razão") no final de cada linha. 
A canção foi a primeira a ser interpretada na noite do evento, antes da canção jugoslava "Željo moja", interpretada por  Doris Dragović. A canção luxemburguesa terminou em terceiro lugar, obtendo 117 pontos.  